# Allium litorale
Allium litorale är en amaryllisväxtart som beskrevs av Konta. Allium litorale ingår i släktet lökar, och familjen amaryllisväxter. Inga underarter finns listade i Catalogue of Life.